# Hastial escalonado

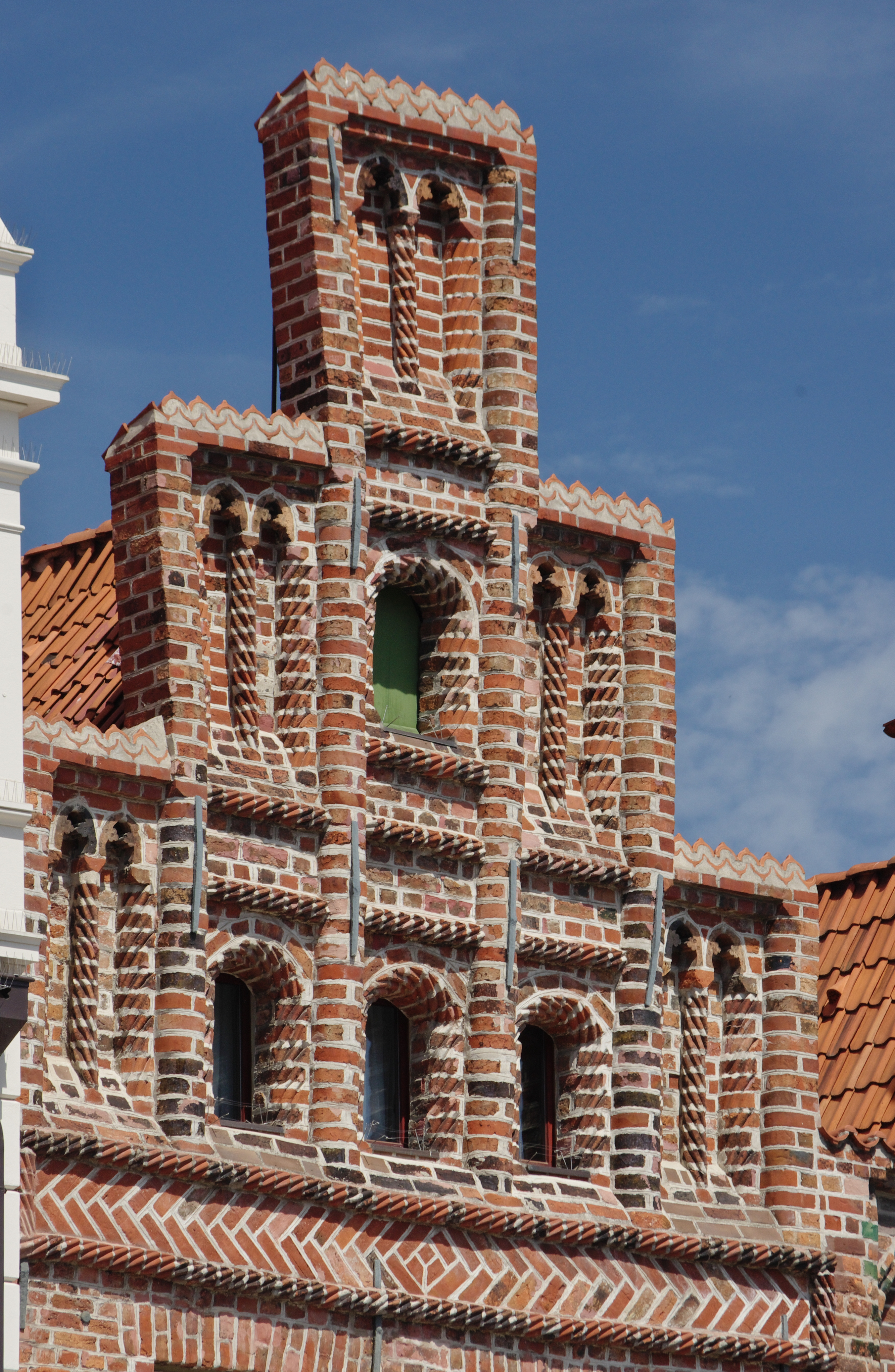
Hastial escalonado en una casa de Lüneburg, Alemania

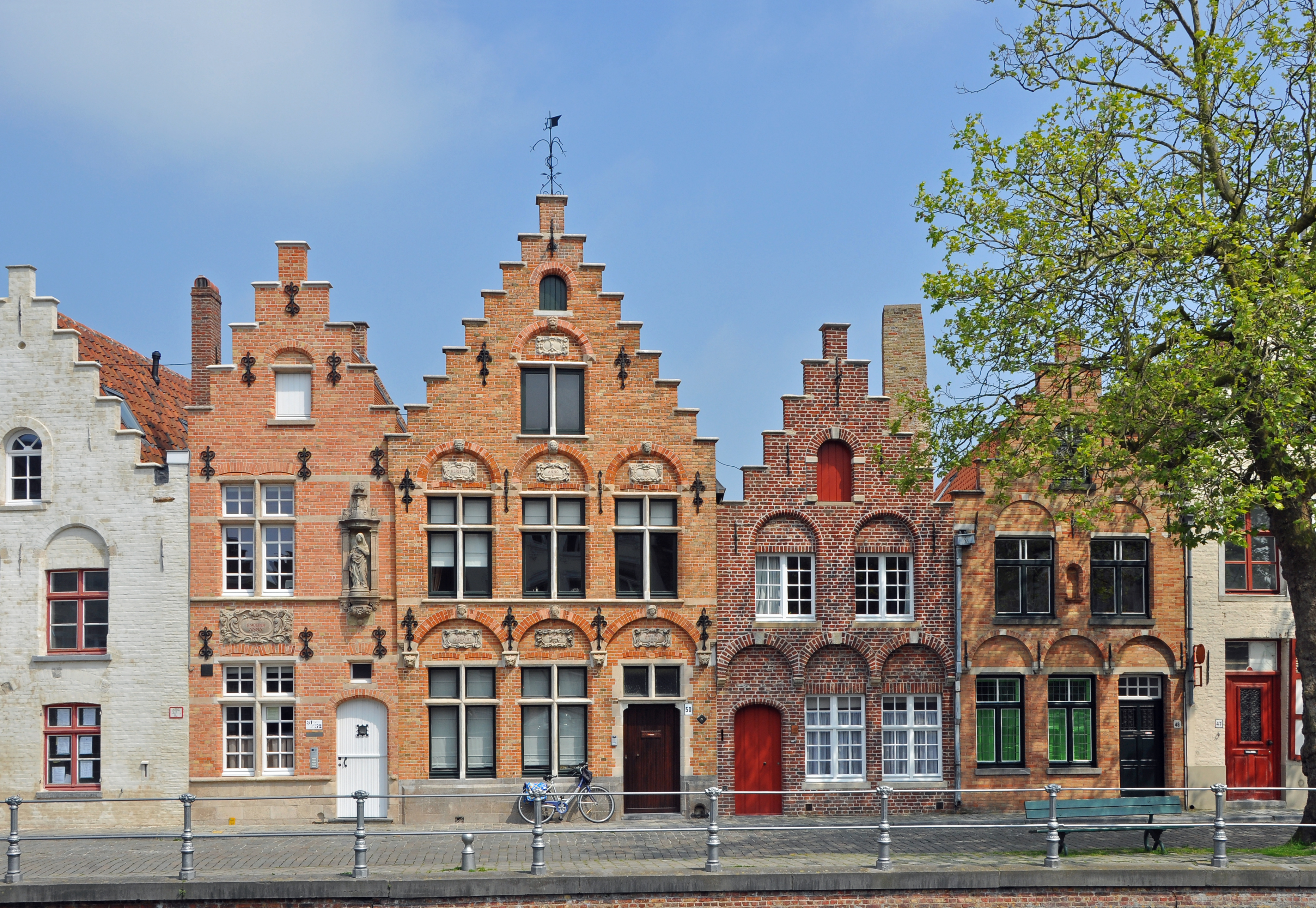
Edificios en Brujas, Bélgica, con frontones escalonados

Un hastial escalonado, como su nombre indica, es un tipo de hastial que remata la fachada de un edificio, caracterizado porque sus bordes están escalonados. Su parte superior forma un pretil que sobresale por encima de la línea del tejado, con la parte superior del muro de ladrillo o piedra dispuesta con un patrón escalonado que sirve como decoración y como una forma sencilla de rematar las hileras de ladrillos en su caso. El pretil puede puede ser un hastial funcional (sirviendo de apoyo a las vertientes del tejado) o puede ser una fachada falsa (dispuesta con un propósito meramente decorativo). 

## Distribución

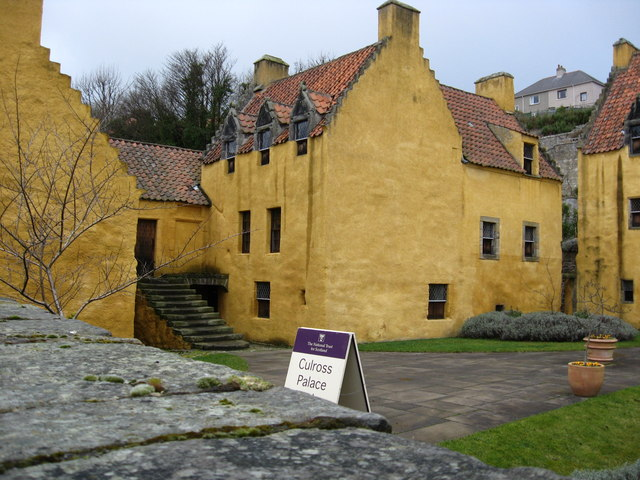
Palacio de Culross (Escocia)

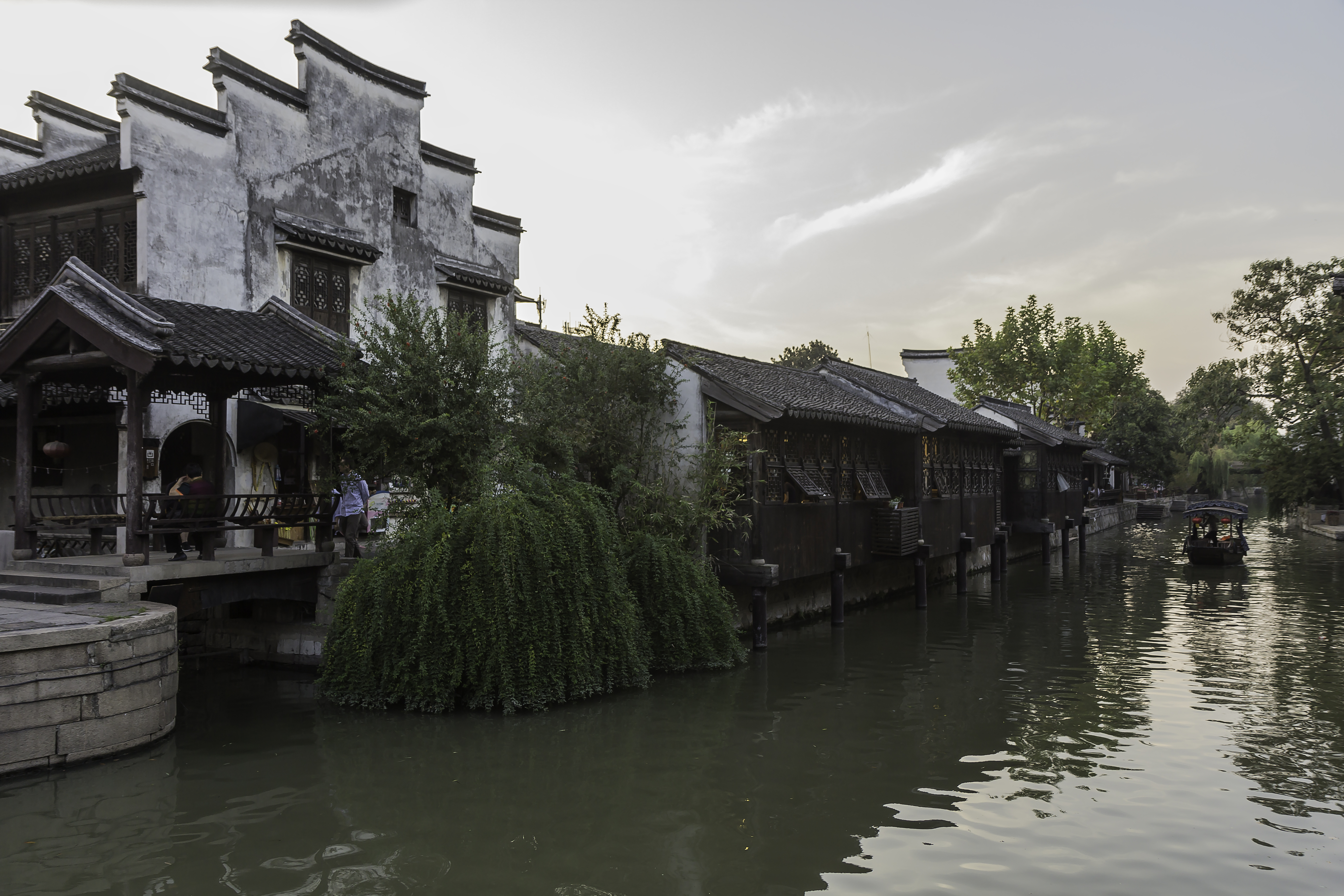
Hastial escalonado de estilo oriental en Nanxun (China)

Los ejemplos más antiguos se pueden ver en Gante (Flandes, Bélgica) y datan del siglo XII: la casa llamada Spijker en Graslei, y algunos otros edificios románicos de esta ciudad. A partir de ahí, se extendieron por todo el norte de Europa a partir del siglo XIII, en particular en ciudades de la Liga Hanseática (con el estilo gótico de ladrillo), y luego en Europa Central en el siglo siguiente. Estos frontones son frecuentes en Bélgica (Flandes), Países Bajos, toda Alemania, Dinamarca, Suecia, Polonia, Estados Bálticos, Suiza y algunas partes de Francia (Flandes francés, Normandía Oriental, Picardía y Alsacia). También están presentes pero son mucho más raros en las islas británicas. Son especialmente comunes en las casas tradicionales flamencas y holandesas y en las iglesias medievales danesas.
También se usaron en Escocia ya en el siglo XVI. Se pueden ver ejemplos de hastiales escalonados escoceses en Muchalls Castle, Monboddo House y Stonehaven Tolbooth, todos edificios de finales del siglo XVI y principios del XVII.
Se encuentran ejemplos del siglo XIX en América del Norte, y el hastial escalonado también es una característica de los estilos neorrenacentista y del estilo neocolonial holandés.
Así mismo, en Asia se desarrolló de forma independiente un tipo de hastial similar, denominado muro de cabeza de caballo, rematado con unas pequeñas cumbreras de tejas cerámicas.

## Construcción
Facilitar el acceso a la cumbrera del techo motivó el diseño con escalones, junto con la disponibilidad de piedras cuadradas o ladrillos para obtener esta forma con sencillez. Antiguamente, poder llegar directamente a la cubierta suponía una gran ventaja para los deshollinadores y para los techadores, en una época en la que no era común disponer  de escaleras altas ni de grúas.
Al disponer el pretil por delante de la cubierta, se forma una línea de juntura entre ambos elementos, lo que implica un problema especial para mantener el techo estanco. Se idearon distintas maneras de resolverlo, describiéndose algunas de ellas a continuación:
- Las tejas de pizarra se pueden colocar hasta el borde del escalón, con la última pieza levantada formando una cuña (filete inclinado). Luego se añade mortero de cal o de cemento sobre el borde de la pizarra para sellar el espacio. Otras soluciones implican trabajar con plomo.
- Se talla un surco de aproximadamente 25 mm (1 pulgada) de profundidad en el borde interior de los escalones, y se inserta un tapajuntas de plomo en la ranura.
- El plomo se inserta en una ranura y se usa para hacer una canaleta perdida, que corre por el borde interior de los escalones. El borde más alejado de la artesa se eleva sobre un filete triangular. Luego, las pizarras se colocan descansando sobre el borde de la artesa, que está abierta y corre directamente hacia los sumideros.
- En lugar de formar una canaleta, se pueden colocar tapajuntas de plomo entre los ladrillos a medida que se van levantando hiladas.

Cuando se usa una canaleta, se insertan a intervalos pequeñas cuñas de plomo plegadas y se martillean para que se expandan. A continuación, se sella con mortero. Los escalones están hechos con frecuencia de arenisca, incluso en edificios de granito, y la naturaleza porosa de la arenisca conduce a problemas con la penetración del agua. Debido a esto, los escalones a veces están cubiertos con plomo o sellados con otros materiales.

## Variantes de diseño
Hay una serie de variaciones sobre el diseño básico. Un ejemplo es el Palacio de Culross, construido en 1597, con un hastial rematado con pequeños escalones.
Los techos en Escocia son por lo general más empinados que en el resto del Reino Unido (posiblemente porque nieva más), lo que hace que los escalones deban salvar una mayor pendiente.